# Ninsar
En mitología caldea, Ninsar (de Nin = Señora, Sar = Verde) es una diosa de las plantas. Hija de Ninhursag y Enki. Junto a Enki engendran a Ninkurra. Participa en el mito de Enki y Ninhursag, en el que Ninhursag crea ocho divinidades para sanar a Enki, luego que este emborrachara y hacerle el amor a Uttu.
También conocida como Ninki (Señora de la tierra), Ninmu, Nin-shar.
- Datos: Q7039129